# ケイ・シェバース
ケイ・シェバース (ドイツ語: Kay Sievers) は、Linux向けのデバイスマネージャであるudev、systemd、EFIブートローダのgummibootの開発で知られているドイツのプログラマである。彼はLinuxのハードウェアホットプラグとデバイス管理サブシステムの開発に多大な貢献をした。しかし、2014年にバグを作成し、その修正を行っていないとしてLinuxカーネルの開発をリーナス・トーバルズによって禁止された。
2012年、ハラルト・ホイヤーと共にFedoraの/lib・/bin・/sbinを/usr以下に統合する活動の主要な推進者となった。このディレクトリ構造の簡略化はArch Linuxなどのその他のLinuxディストリビューションでも採用されている。
現在はレッドハットで勤務しており、以前はノベルに勤務していた。
彼は東ドイツで育ち、現在はベルリン在住である。